# 呉承恩

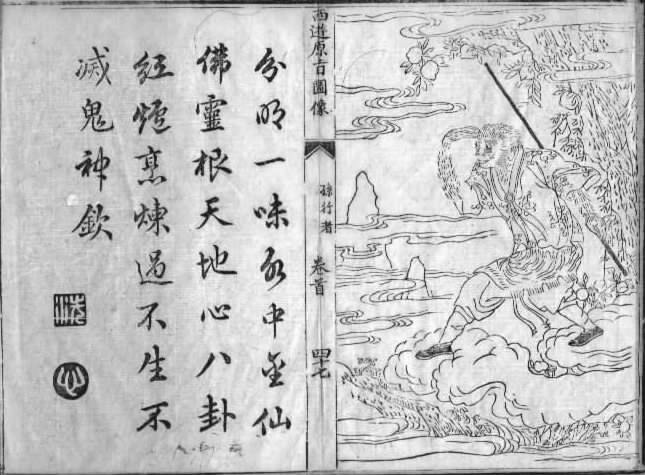
西遊記の早期の版本

呉 承恩（ご しょうおん、繁体字: 吳承恩; 拼音: Wú Chéng'ēn、1506年（正徳元年）頃 - 1582年（万暦10年）頃）は、中国明の官吏・文人。字は汝忠、号は射陽山人。江蘇省淮安府山陽県の人。
中国では魯迅が『中国小説史略』で記述してから、『西遊記』の著者として認められているが確証はなく、日本の太田辰夫や中野美代子らの反論がある。

## 人物
父の呉鋭は浙江省杭州府仁和県の教諭をしていたが、後に妻の徐氏の実家を継いで絹物商を継ぐが豊かではなかった。承恩は側室の張氏の子として生まれ、幼少から文才ありとして近隣に知られ、文章の代作をして収入を得ていた。1544年（嘉靖23年）歳貢生に選ばれ、北京中央で官職を得ようと何度か郷試を受けるがうまくいかず、1553年に長興県の県丞の職についた。しかし誣告されたため1年あまりで「袖を払って、帰った」という。晩年は売文で業をなし、80歳の高齢まで生きたという。
詩文では当時の一流で、清に朱彝尊の編んだ『明詩綜』に7篇が収められている。後七子の徐中行とも親しく、徐中行が進士となった時には北京に訪問している。『天啓淮安府志』（天啓年間1621年-1627年）には、「性は敏にして智慧は多し、博く多くの書物を極めた。詩文をなし、筆を下ろしては清雅流麗を立成し、秦観の風があった。また諧謔を善くし、ところに雑記を幾種も著しては、一時、その名を震わした」とあり、著作に『射陽集』『春秋列伝序』『西遊記』が挙げられている。だがこれは呉承恩没後の記録である。
彼はたくさんの著作があったというが、生家が貧しく、子女もないので作品は散逸している。怪奇小説集『禹鼎記』も名前のみ伝わり、内容は失われている。現在は後世に編まれた『射陽先生存稿』全4巻があるだけである。1958年に劉修業が『呉承恩詩文集』を編集・刊行している。

## 西遊記と後世評
最も著名な『西遊記』に関しては、「最後の改訂をした作者」とみなされ、中国本土ではその主張が広く知られている。いわゆる明刊本「世徳堂本（新刻出像官板大字西遊記）」の陳元之による序（1592年）では作者は不明とされているが、乾隆帝の時期に淮安出身の学者が承恩の顕彰を始め、呉玉搢『山陽志遺』、丁晏『石亭記事続編』、阮葵生『茶余客話』で事蹟が記され、これらでは『西遊記』を承恩の作とされており、魯迅や胡適はこれらを元に承恩を西遊記作者とした。
日本においても1963年に刊行された、太田辰夫と鳥居久靖の訳による平凡社版でも、「呉承恩作」と明記され、岩波文庫の小野忍訳（3巻目まで）でも、留保付きで「呉承恩作」が踏襲された。
だが太田は、その後研究を深めた結果、中国古典文学大系本以降は〈呉承恩〉のクレジットをはずし、後に『西遊記の研究』などの論考で、呉承恩に『西遊記』という著作があったことが事実だとしても、それは三蔵法師と孫悟空の物語ではないことを立証した。中野美代子訳（4巻以降、岩波文庫）では、呉承恩は明記されず、改訳版（全10巻）でも呉承恩作者説は採られていない。中国でも1990年代以降に呉が『西遊記』の作者という説に疑義が提示され始めている。

## 創作物への登場

### 小説
- 渡辺仙州『文学少年と運命の書』ポプラ社 2014年　少年時代の呉承恩が主人公として登場。